# Loulle
Loulle és un municipi francès situat al departament del Jura i a la regió de Borgonya - Franc Comtat. L'any 2007 tenia 171 habitants.

## Demografia

### Població
El 2007 la població de fet de Loulle era de 171 persones. Hi havia 72 famílies de les quals 20 eren unipersonals (12 homes vivint sols i 8 dones vivint soles), 20 parelles sense fills, 24 parelles amb fills i 8 famílies monoparentals amb fills.
La població ha evolucionat segons el següent gràfic:
Habitants censats

### Habitatges
El 2007 hi havia 93 habitatges, 70 eren l'habitatge principal de la família, 20 eren segones residències i 3 estaven desocupats. 79 eren cases i 14 eren apartaments. Dels 70 habitatges principals, 54 estaven ocupats pels seus propietaris, 11 estaven llogats i ocupats pels llogaters i 5 estaven cedits a títol gratuït; 2 tenien dues cambres, 5 en tenien tres, 16 en tenien quatre i 47 en tenien cinc o més. 60 habitatges disposaven pel capbaix d'una plaça de pàrquing. A 37 habitatges hi havia un automòbil i a 28 n'hi havia dos o més.

### Piràmide de població
La piràmide de població per edats i sexe el 2009 era:
| Homes | Edats   | Dones |
| ----- | ------- | ----- |
| 0     | 95 o +  | 0     |
| 0     | 90 a 94 | 0     |
| 0     | 85 a 89 | 0     |
| 4     | 80 a 84 | 0     |
| 0     | 75 a 79 | 4     |
| 8     | 70 a 74 | 4     |
| 4     | 65 a 69 | 4     |
| 8     | 60 a 64 | 8     |
| 0     | 55 a 59 | 4     |
| 4     | 50 a 54 | 4     |
| 0     | 45 a 49 | 4     |
| 12    | 40 a 44 | 16    |
| 8     | 35 a 39 | 8     |
| 0     | 30 a 34 | 0     |
| 4     | 25 a 29 | 4     |
| 0     | 20 a 24 | 0     |
| 12    | 15 a 19 | 8     |
| 4     | 10 a 14 | 4     |
| 4     | 5 a 9   | 0     |
| 8     | 0 a 4   | 0     |

## Economia
El 2007 la població en edat de treballar era de 110 persones, 91 eren actives i 19 eren inactives. De les 91 persones actives 86 estaven ocupades (50 homes i 36 dones) i 5 estaven aturades (1 home i 4 dones). De les 19 persones inactives 9 estaven jubilades, 4 estaven estudiant i 6 estaven classificades com a «altres inactius».

### Ingressos
El 2009 a Loulle hi havia 70 unitats fiscals que integraven 178 persones, la mediana anual d'ingressos fiscals per persona era de 15.704 €.

### Activitats econòmiques
Dels 7 establiments que hi havia el 2007, 1 era d'una empresa alimentària, 2 d'empreses de construcció, 1 d'una empresa de comerç i reparació d'automòbils, 1 d'una empresa financera, 1 d'una empresa immobiliària i 1 d'una empresa de serveis.
L'únic servei als particulars que hi havia el 2009 era un guixaire pintor.
L'any 2000 a Loulle hi havia 8 explotacions agrícoles.

## Equipaments sanitaris i escolars
El 2009 hi havia una escola elemental integrada dins d'un grup escolar amb les comunes properes formant una escola dispersa.

## Poblacions més properes
El següent diagrama mostra les poblacions més properes.